# Врулия
Врулия (греч. Βρουλιά, лат. Vroulia) — древний укреплённый город на Родосе, существовавший в геометрический период (650—550 годы до н. э.). Руины города находятся на самой южной оконечности Родоса, на невысоком холме, в 2 километрах к северо-востоку от мыса Прасониси. Возник на территории, принадлежащей городу Линду, вместе с началом линдийско-родосской колонизации на запад, одновременно с основанием Гелы — первой греческой южносицилийской колонии в устье реки Гелы греками с Родоса и Крита в 689 г. до н. э. и с начавшимся движением родосцев в Дафны. Наибольшего своего процветания Врулия достигает во время правления в Египте Псамметиха I и прекратила своё существование через короткое время, одновременно с концом колонизационного периода.
Является одним из самых древних поселений с упорядоченной планировкой в Древней Греции. Врулия существовала короткое время. Находки из некрополя, расположенного вне городских стен, датируются 650—550 годами до н. э. Якорные стоянки Врулии находятся на пути, во-первых, между Линдом, Критом и Сицилией, где в 689 году до н. э. была основана Гела, и, во-вторых, между Египтом, Сирией, Кипром и Ионией, северной Грецией и островами Эгейского моря. Здесь, и в особенности в проливе между Карпатосом и Родосом, с июня по сентябрь дуют беспрерывные пассатные ветры, облегчающие парусную навигацию. Врулия занимала стратегически важное положение как военный форпост, потому что являлась последней стоянкой для кораблей перед открытым морем, идущих из Архипелага в восточную часть Средиземного моря, к устьям Нила или в Сирию и первым портом после открытого моря для путешественников с острова Кипр, из Финикии и Сирии.
Основан как военный и колонизационный западный форпост Линда для вывода колонии в Гелу на Сицилии и сбора колонистов для отплытия. Возникновение Врулии, по наблюдениям датского археолога Карла Фредерика Кинка, обусловлено как раз западной ориентацией Родоса, ибо она возникла на пути из Линда в Гелу и одновременно с Гелой. Как раз отсюда шел торговый древний путь с востока к Сицилии: с острова Кипр, с берегов Азии, с остановкой на Родосе и далее, оставляя в правой стороне Крит, к острову Китира, западнее мыса Малея. Китира служила остановкой для кораблей, плывших с запада на восток и с востока на запад. Всего вероятнее связать возникновение Врулии с этим первым потоком колонистов, отправлявшихся в Гелу. Отсюда, из гавани Врулии, и должно было состояться отплытие Антифема с собранными отовсюду дружинами. Врулия и в дальнейшем была транзитным пунктом в сношениях Родоса с его сицилийскими колониями, а также с Африкой и Критом.
В раннехристианский период была построена близ моря базилика с мозаичными полами. В настоящее время небольшая бухта Врулия используется как безопасная гавань рыбаками острова.

## Раскопки
Раскопки поселения проводил в 1907—1908 гг. Карл Фредерик Кинк, участник датской археологической экспедиции, которая в тот период активно проводила значительные раскопки на острове, в том числе раскопки акрополя Линда и в местности «Экзохи» («Εξοχή») в селе Лардос. Кинк опубликовал результаты своих исследований и классификацию керамики, найденной в Врулии, в книге «Врулия» (Vroulia, Berlin, 1914), которая на сегодняшний день является единственной монографией для поселения Врулия.
Вначале Врулия не была укреплена, но затем, вероятно, для защиты от нападения пиратов, построили укрепления, подробно исследованные Кинком. Сохранилась большая часть перибола длиной 300 метров. В контакте со стеной находится ряд домов, подобных мегарону, с двумя комнатами и двором, а рядом с первым рядом построен второй ряд домов. Два ряда домов разделяет широкая улица. Часть домов и стены обрушились в море.
Улица вела от жилых домов на вершину холма, где находилось общественное место. Это просторная площадь, где были открытый рынок и главное святилище поселения. Со святилищем рядом находится прямоугольная башня стены со сложной каменной кладкой, которая сохранилась до высоты 2 метров. Башня расположена рядом с единственным сохранившимся отверстием стены, где были ворота, ведущие на кладбище и на открытое место.
За воротами, на северо-восточном склоне холма, расположен некрополь поселения. Было обследовано около 80 могил, из которых 43 были детскими: в сосудах, два погребения и 30 кремированных взрослых. Наличие детских и женских захоронений указывает на то, что это не военный объект, как предполагалось ранее, а раннее поселение, расположенное в укромном месте на Родосе, с коротким сроком существования и неизвестной причиной заброшенности.
Обследование могил дало важную информацию о поселении и обрядах погребения, в то время как глиняные вазы, найденные в гробницах, были отнесены к определенному типу керамики — «врулийскому». Анализируя ситулы, найденные в Дафнах, Кинк обнаружил тесную связь между ними и особым видом кувшинов и амфор, найденных во Врулии. Разительное сходство рисунка и способа орнаментации, однотипность растительного орнамента (пальметки и лотоса) привели Кинка к выводу, что как ситулы Дафн, так и ситулы Врулии представляют собою продукцию родосских гончаров. В раскопках ялисского некрополя Джулио Якопи (Giulio Iacopi) обнаружил в двух погребениях 2 ситулы, еще более разительно схожие с аналогичными сосудами Дафн. В тех и других полностью совпадает общая композиция орнамента. Керамические находки Дафн и некрополей Врулии, Ялиса и Камира позволяют предполагать наличие торговых связей Дафн и Родоса в VII веке до н. э.
Древность Врулии подтверждается находками очень ранних фигурных изображений.
Близ небольшой гавани, сохранился небольшой двойной храм в антах, в северо-восточной части — руины раннехристианской базилики с мозаичными полами.